# Libération kanak socialiste
 (novembre 2019).
Si vous disposez d'ouvrages ou d'articles de référence ou si vous connaissez des sites web de qualité traitant du thème abordé ici, merci de compléter l'article en donnant les références utiles à sa vérifiabilité et en les liant à la section « Notes et références ».
Libération kanak socialiste (LKS) est un parti politique indépendantiste de Nouvelle-Calédonie.

## Création et Évènements
Le LKS a été créé le 8 avril 1981 à la suite d'une scission du Parti de libération kanak (Palika) au sein du Front indépendantiste (FI). Le LKS est créé par Nidoïsh Naisseline, indépendantiste marxiste qui avait fondé le groupe des « Foulards rouges » qui avaient servi de base à la naissance en 1975 du Parti de libération kanake Palika. Il incarne en son sein la « tendance Amoa », la plus modérée. Il est en désaccord en 1981 avec les autres dirigeants du parti au sujet des élections nationales. En effet, la majorité du Palika reproche au Front indépendantiste de trop se rapprocher du Parti socialiste et décide de quitter cette coalition. Les partisans de Naisseline veulent au contraire se maintenir au sein du FI et abandonnent peu à peu les thèses marxistes pour adopter un ton plus socialiste réformiste. C'est la naissance du mouvement Libération kanake socialiste (LKS). Pour faire connaître ce nouveau parti, Nidoïsh Naisseline décide de se présenter contre le député sortant Rock Pidjot (candidat de l'UC et du FI) qui ne sera élu qu'au second tour à la suite d'une triangulaire entre lui, Naisseline et le RPCR Henri Wetta. 
Le maintien du LKS au sein du FI lui vaut d'obtenir un poste au sein du Conseil de gouvernement formé par Jean-Marie Tjibaou à la faveur d'une alliance entre indépendantistes et centristes autonomistes de la Fédération pour une nouvelle société calédonienne (FNSC) de 1982 à 1984. Henri Bailly représente en effet le parti au sein de l'exécutif local, chargé de l'Économie. Mais, lorsque le FLNKS remplace le Front indépendantiste le 24 septembre 1984, le LKS refuse d'y participer car il n'accepte pas l'idée de rupture totale avec les pratiques institutionnelles et veut mettre en place une indépendance pluriethnique par la négociation. Le LKS est donc un groupe à part durant toute la période des « évènements » des années 1980, étant le seul mouvement indépendantiste ne boycottant pas les élections (à l'exception de celles de 1988, même si certains membres du parti forment alors tout de même des listes sous le nom « Unir pour Construire » dans l'Est et l'Ouest). Une liste LKS, menée par le dissident de l'UC (en 1984, lui aussi pour refuser le boycott) Gabriel Païta, est donc présente aux législatives à la proportionnelle de 1986, mais elle n'obtient que 8,9 % des voix. Ce parti participera donc aux accords de Matignon en 1988 en dehors de la délégation FLNKS.

## Positionnements et alliances
Parti entièrement dominé par Nidoïsh Naisseline, essentiellement implanté aux Îles Loyauté et surtout sur l'île de Maré où Nidoïsh Naisseline est grand-chef d'un des districts coutumiers, le LKS représente la principale tendance indépendantiste modérée et socialiste, en dehors du FLNKS (elle n'a été concurrencée sur ce plan que par la FCCI entre 1998 et 2004). Il reste toutefois relativement intransigeant sur les questions coutumières et foncières, appelant à la défense de la culture traditionnelle kanak et à une redistribution des terres en faveur de ces derniers. Pour ce qui est de l'accord de Nouméa, bien que l'ayant soutenu, le LKS est l'un des tout  premiers partis à appeler à ce qu'il soit révisé en proposant notamment de remplacer le gouvernement collégial par un exécutif qui serait composé à partir d'une majorité politique fixe au Congrès, ou encore la renégociation des accords mais cette fois-ci en y incluant les acteurs de la société civile. Il propose enfin de remplacer le Sénat coutumier par une instance de représentation qui traiterait directement avec l'État. Enfin, le LKS soutient activement le corps électoral bloqué pour les provinciales.   
Le parti a très vite entretenu une stratégie d'alliance avec des partis non-indépendantistes et autonomistes modérés, quelquefois avec le Rassemblement pour la Calédonie dans la République (RPCR, principale force anti-indépendantiste) du député Jacques Lafleur mais surtout avec les formations d'opposition à ce dernier. Dans les années 1980, il forme des listes communes avec la section locale du PS et avec le Parti socialiste de Nouvelle-Calédonie (PSNC).  
Cette stratégie l'amène à former une coalition temporaire à partir de 1995 avec le RPCR de Simon Loueckhote dans les Îles Loyauté. Cette alliance avec le parti anti-indépendantiste et un petit mouvement des îles, le Front pour le développement des îles Loyauté (FDIL, dissidents de l'Union calédonienne), lui permet ainsi d'être élu président de l'Assemblée provinciale de 1995 à 1999. En 1996, le LKS défend l'idée d'une indépendance association avec la France, tempérant ainsi encore son discours. Et en 1997, le LKS crée avec le FDIL et des dissidents du FLNKS (Léopold Jorédié, François Burck, Raphaël Mapou) un Comité de coordination de l'indépendance CCI qui entame des négociations avec le RPCR quant à l'avenir de l'île, alors que le FLNKS refuse d'entrer dans la discussion tant que le problème minier du Nord n'aura pas été tranché. 
Aux élections provinciales de 1999, le LKS est en totale perte de vitesse : présent avec deux listes (dans la Province Nord et bien sûr dans les Îles Loyauté), il n'obtient que deux élus dans les Îles sur 14 et aucun dans le Nord. La coalition avec le RPCR semble se recréer dans les îles, avec en plus les deux voix de la FCCI, mais elle ne dispose que de 6 élus alors que l'Union calédonienne (6 élus) reçoit le soutien du Palika (2 conseillers). Et l'annulation du scrutin des Îles Loyauté par le Conseil d'État en raison de 727 procurations qui n'avaient pas eu le temps d'arriver jusqu'à leurs destinataires n'a pas permis à la liste d'union LKS - RPCR - FCCI baptisée Un nouveau défi pour les Îles de faire la différence puisque celle-ci n'obtient à nouveau que 6 élus : 2 LKS, 2 Le Rassemblement et 2 FCCI, l'UC retrouvant ses six sièges et le Palika ses 2 conseillers. 
Durant la mandature 1999-2004, Nidoïsh Naisseline est l'unique élu LKS au Congrès. Il y est beaucoup plus distant du RPCR et de la FCCI qu'aux îles, et se rapproche plutôt du principal mouvement d'opposition non-indépendantiste à Jacques Lafleur, l'Alliance de Didier Leroux. Pourtant, c'est de nouveau grâce à une coopération avec le Rassemblement et la FCCI que lors des municipales de 2001 le LKS, à travers la liste unique Ceini Node Sese, obtient 22 conseillers municipaux sur 29 à Maré, ce qui permet à Basile Citré, du LKS, d'être élu maire de cette commune précédemment détenue par le FLNKS.
Depuis la création de l'Avenir ensemble, le LKS s'en est rapproché au point de soutenir lors des provinciales de 2004 cette liste en Province Sud (une membre du LKS, Christiane Gambey, est même membre de l'Avenir ensemble). Sinon les élections de 2004 n'ont pas changé la donne pour le LKS : deux listes en présence toujours (1 dans les Îles, 1 dans le Nord), seulement deux élus à l'Assemblée de la Province des îles Loyauté et aucun dans le Nord, et un seul élu au Congrès qui reste Nidoïsh Naisseline (en réalité deux, avec Christiane Gambey, qui garde une double appartenance) et qui vote traditionnellement avec l'Avenir ensemble. À l'Assemblée de province, pour la première fois, il forme une majorité avec l'UC désormais menée par Néko Hnepeune, et devient l'un de ses vice-présidents. 
Le 10 mai 2009, lors des élections provinciales, le LKS s'est présenté uniquement dans la province des Îles, sous le nom de « Dynamique autochtone ou La terre en partage » et a obtenu  1 852 voix (12,93 % des suffrages), deux élus à l'assemblée provinciale et un élu au Congrès (Naisseline). Ce scrutin étant annulé par le Conseil d'État, il améliore son score lors de l'élection partielle du 6 décembre 2009 :  1 975 votes (14,05 %), et toujours autant de sièges. Nidoïsh Naisseline reste vice-président de l'Assemblée de la Province des îles Loyauté et dans la majorité avec l'UC de Néko Hnepeune.

## Élus

### AuCongrès
- Nidoïsh Naisseline (président de la Commission d'organisation des Transports et des Communications)

### Dans les assemblées de province
Deux élus à l'Assemblée de la Province des îles Loyauté : 
- Nidoïsh Naisseline (ancien président de 1995 à 1999, 2e vice-président, président du conseil d'administration d'Air Calédonie et président de « Destination Îles Loyauté » depuis 2004, président de la Commission du Développement durable)
- Corinne Sipa (présidente de la Commission de la Santé et affaires sociales, du Handicap et des Problèmes de société)

### Municipalités
Une mairie est détenue par le LKS :
- Maré : Basile Citré (maire depuis 2001) - 20 élus sur 29.